# Нестеренко, Роман Григорьевич
Роман Григорьевич Нестеренко (укр. Роман Григорович Нестеренко; род. 22 марта 1977, Угледар, Донецкая область) — украинский футболист, вратарь. Также имеет паспорт Казахстана, выступал в национальной сборной Казахстана. Лучший вратарь Казахстана 2008 года. Ныне тренер.

## Биография

### Клубная карьера
Начало игровой карьеры Нестеренко связано с любительскими и мини-футбольными командами Украины. Среди них такие команды как «АФК-УОР» (Мариуполь) и «Металлург» из Владимировки, выступавшие в любительском и футзальном первенстве соответственно. В 1994—1997 он играл в дублирующем составе донецкого «Шахтёра».
С 2000 года Роман выступал в команде «Волынь», представляющей Луцк в первой лиге. В 2002 году клуб стал чемпионом первой лиги и перешёл в Премьер-лигу Украины. Дебютировал в высшей лиге 7 июля 2002 года в матче против днепропетровского «Днепра» (0:2).
В 2004 году получил приглашение в казахстанский клуб — «Актобе». Дальнейшая игровая карьера связана с казахстанской Премьер-лигой — «Кайсар», «Локомотив» (Астана), «Ордабасы». Чемпион (2005) и вице-чемпион (2006) в составе «Актобе», вице-чемпион (2009) в составе «Локомотива». В 2006 году дебютировал в еврокубках, это были поединки в квалификации Кубка УЕФА.
В марте 2009 Роман Нестеренко принял гражданство Казахстана. С 2013 года выступал за «Восток». Зимой 2015 года после удачного просмотра на учебно-тренировочных сборах в Турции, заключил контракт с клубом казахстанской первой лиги «Кызыл-Жар СК», в котором выступал до 2016 года.
Всего за свою 22-летнюю карьеру игрока сыграл более 340 официальных матчей, играл под руководством таких известных тренеров, как Виталий Кварцяный, Александр Ищенко, Владимир Муханов, Виктор Пасулько.

#### В сборной
Привлекался в сборную Казахстана в которой провёл 2 поединка. Дебютировал в довольно позднем возрасте, 34 года, в 2011 году, когда тогдашний главный тренер сборной Казахстана Мирослав Беранек пригласил его в лагерь сборной для подготовки к товарищеским и квалификационных матчей.
Свой первый официальный матч в футболке национальной сборной Казахстана Роман сыграл против Азербайджана в рамках квалификации к Евро-2012 в группе A. Казахстан выиграл со счётом 2:1, а Нестеренко сыграл полный поединок. Второй матч состоялся 10 августа 2011 года, на этот раз в товарищеской поединок против Сирии, который завершился с ничейным счётом 1:1. Нестеренко был заменен в перерыве того матча на Антона Цирина, несмотря на то, что в то время сохранял ворота казахской сборной «сухими».

### Тренерская карьера
С января 2019 года — работал тренером вратарей в украинском клубе «Буковина». В эту команду его пригласил главный тренер Виталий Куница, с которым он познакомился на тренерских курсах в Киеве. 2 мая того же года Виталий Викторович написал заявление об увольнении с должности главного тренера, а президент «Буковины» Вадим Заяц в свою очередь решил его рассмотреть и удовлетворить. В итоге команду в качестве исполняющего обязанности возглавил именно Роман Григорьевич. Под его руководством команда сыграла 5 официальных матчей (1 победа и 4 поражения), после чего в начале июля оставил черновицкий клуб.
В перволиговых сезонах 2020/21, 2021/22 и 2022/23 работал тренером вратарей в клубах «Краматорск» и «Мариуполь».

## Достижения

### Командные
- Чемпион Казахстана: 2005
- Серебряный призёр чемпионата Казахстана (2): 2006, 2009
- Обладатель Кубка Казахстана: 2011
- Победитель Первой лиги Украины: 2001/02

### Личные
- Лучший вратарь Казахстана — 2008 год.
- Входил в список 22-ти лучших футболистов Казахстана под № 2 (на позиции вратарь) в 2007 и 2008 годах[10].

## Статистика
| Украина                 | Матчи | Количество пропущенных мячей |
| ----------------------- | ----- | ---------------------------- |
| Высшая лига             | 17    | -21                          |
| Кубок                   | 10    | -9                           |
| Первая лига             | 18    | -17                          |
| Вторая лига             | 52    | -62                          |
| Казахстан               | Матчи | Количество пропущенных мячей |
| Высшая лига             | 187   | -156                         |
| Кубок                   | 21    | -21                          |
| Первая лига             | 35    | -23                          |
| Еврокубки               | Матчи | Количество пропущенных мячей |
| Кубок УЕФА              | 2     | -2                           |
| Сборная                 | Матчи | Количество пропущенных мячей |
| Казахстан               | 2     | -1                           |
| Всего за карьеру футбол | 344   | -312                         |
| Футзал                  | Матчи | Количество забитых мячей     |
| Украина                 | 45    | 1                            |
| Всего за карьеру игрока | 389   | —                            |

## Личная жизнь
Женат, воспитывает двоих детей.